# Anoctus scatonomoides
Anoctus scatonomoides är en skalbaggsart som beskrevs av Lansberge 1885. Anoctus scatonomoides ingår i släktet Anoctus och familjen bladhorningar. Inga underarter finns listade i Catalogue of Life.